# 高句麗語
高句麗語（こうくりご）の項目では、かつて東北アジアに存在した高句麗（紀元前1世紀頃 - 668年）の領域で使用されていた言語について解説する。高句麗の言語はしばしば「高句麗語」という名称で学者らによって言及されるが、実際に単一の高句麗語と呼ぶことが可能な言語が存在したのかどうかを含め、実態はほとんど明らかではない。

## 「高句麗語」とは
高句麗を含む古代の東北アジア、朝鮮半島の言語史料は非常に乏しく、当時の言語の実際を知ることができる史料はほとんど存在しない。このため、当時の言語を巡る研究は中国の史書における当時の言語状況への言及や、地名・碑文などから抽出可能な単語などを通じて行われている。しかし、これらの情報から「高句麗語」という単一の存在を仮定することは必ずしも可能ではない。金芳漢は古代の言語の研究について「これは何も地名研究にのみ限ったことではないが、百済、新羅、加耶、高句麗という国があるからと言って、これらの国に一致した別々の言語が存在したと言えるのであろうか。また三国史記地理史において、地名が新羅・百済・高句麗に分類されているからといって、これに一致する三つの言語が存在したのだろうか（中略）とりわけ、高句麗語の概念を規定するのは困難を極めるであろう。ともかく、私たちに与えられた貧弱な資料のみによってそのような問題を解決するというのはほとんど不可能に近い。私たちは、ただただ与えられた条件下で最も合理的に推定していくしかないのである」と述べている。従ってここで説明する内容は全て、これら非常に曖昧な情報から様々に試みられた推定の結果であり、高句麗語という言語の存在、近隣の言語との関係、さらには語彙や文法等について確実な情報は今なおほとんどない。

## 史料
古代の高句麗は朝鮮半島の渾江流域から鴨緑江流域に登場し、5世紀以降には現在の中国東北部（満洲）南部、ロシア沿海州、朝鮮半島北部を覆った国家であった。この地域の古代の言語についての情報を残しているのはまず歴代中華王朝の史書である。『三国志』の「魏志」には当時の東北アジアの諸族の風俗・言語等への言及がある。これは具体的な言語自体の情報を含まないが、当時の各国の言語が相似、あるいは異なっているという情報を残しており、「極めて断片的で皮相的なものであるが、私たちはここから出発せざるを得ない」（金芳漢）重要な記録である。他に『後漢書』や『梁書』も同様の記録を残しているものの、これらのうち高句麗の風俗・言語に言及する部位は『三国志』「魏志」を下敷きとしていると見られる。
もう一つの重要な手掛かりは古地名である。旧高句麗領の地名に関する情報が後の高麗（王氏）時代に編纂された史書『三国史記』に掲載されている。これは旧高句麗領のうち新羅領に組み込まれた地域の地名を景徳王16年（757年）に改名した時の記録に基づくもので、漢字音で土着語やその意訳で表記していた地名を表意的な漢字に代えて改名したものが含まれる。これらは確実性の程度に差があるものの、実際の言語を垣間見ることが可能な情報が得られる。
また、これら中国の史書や『日本書紀』などから少数の固有名詞や語彙を得ることができる。

## 語彙
高句麗の言語の語意は大部分が地名研究によって得られたものである。旧高句麗領の地名では音読表記から訓読表記への変更と見られる例が存在する。ここから特定の語彙を抽出することが可能である。例えば「買忽一云水城（買忽は水城ともいう）」、「水谷城県一云買旦忽（水谷城県は買旦忽ともいう）」という記述から、買＝水、旦＝谷、忽＝城、という関係性を得ることができる。そして、買・旦・忽は音読表記、水・谷・城は訓読表記と考えられることから、高句麗語では「水」を意味する単語は「買」、「谷」を意味する単語は「旦」と発音したことが理解できる。これらの音読表記は当時の漢字音が確実にはわからないため正確な発音が不明であるが、他の史料によってさらに推定が行われている。例えば中古中国音（7世紀）では「買」は*mai、朝鮮漢字音（東音）ではmʌiである。さらに高句麗地名において「買」字が「米」「弥」字と通用することがあり、「米」が中古中国音で*miei、「弥」がmyie、そして東音では両方ともmiであることから、李基文は高句麗地名の「買」字音を*maiまたは*mieと推定し、よって「高句麗語」の「水」を表す語彙は*maiまたは*mieであると見た。このようにして推定できる高句麗語の単語はおよそ80例、うちかなりの確実性を持つものは50例ほどがあるという。

## 系統論
現存する高句麗の言語の情報には周辺の様々な言語と関係性を見出すことのできる要素があることがわかっている。これらに基づいて高句麗の言語と他の言語の関係性を推定する試みが様々の研究者によって行われている。

### 中国の史書による分類
古代東北アジアの言語の系統を論じる際には、しばしば「高句麗語」は扶余、沃沮、濊の言語とひとくくりで扱われる。これは古代中国の史書、特に『三国志』「魏志」にこれらの諸集団の言語が類似しているという記録が存在していることによる。朝鮮語学者の李基文は、この『三国志』「魏志」の記述に依拠し、これらの言語を一つのグループにまとめた（李基文 1975では夫余系諸語と呼ばれている）。ただし、これらの言語が実際に同一のグループとして区分できるかどうかは特定できておらず、その取扱いは学者によって異なる。

### 高句麗の言語と周辺の言語の関係性
高句麗語との比較が行われている主要な言語には日本語・朝鮮語・ツングース語などがあり、李基文はそれぞれについて複数の語彙の共通性について論じている。このような共通した語彙等に注目して、複数の学者が高句麗の言語系統について仮説を立てている。
古くから広まった仮説に、高句麗語を扶余語などともにツングース語と結びつける見解があり、この見解の先駆者には言語学者河野六郎がいる。高句麗の領域は後にツングース語の一派である満州語が使用された地域であるが、彼はいくつかの語意の類似から高句麗語および他の扶余（夫余）族の言語が満州語と同祖の言語であるとした。これは第二次世界大戦前の日本の大陸政策の観点から高句麗をツングース系の国家とする学説が官民を挙げた後押しを受けたこともあり、日本の学界では一時広く受け入れられ日本語圏では多くの書籍・辞典において高句麗がツングース系という説明が行われていた。高句麗語をツングース語と見る見解においては高句麗五部の名称（消奴部、絶奴部、順奴部、灌奴部、桂婁部）が重要である。村山七郎はこれらに含まれる奴（那, *nā）を南ツングース語のnā（土地、地方）が同一のものであるとし、さらに順、消、灌、絶をツングース語の方位語と見た。李基文もまた、高句麗語*nanən（7）とツングース諸語のnadan（7）など若干の語彙をツングース語と比較可能なものとしている。
一方で、李基文は扶余系統仮説の前提として『三国志』「魏志」に（粛慎の後裔である）挹婁の言語が扶余と異なると記されていること、さらに『北史』に挹婁の後裔と想定される勿吉の言語が高句麗と異なると記されていることなどから、これら粛慎系と言える人々の言語がツングース語と仮定するならば、扶余系言語がツングース語と別の言語集団としてはっきり区別されていたと考えることも可能として、別の見解を提示した。
高句麗地名から導き出された語彙中には中期朝鮮語との間にも多数の類似する単語が存在することが指摘されており、高句麗語で「横」を意味する*esと、中期朝鮮語の*as、「黒い」を意味する高句麗語の*kəmərと中期朝鮮語のkəm、「牛」を意味する高句麗語*šüと中期朝鮮語syoなどが比較される。アレキサンダー・ボビンは自身の研究成果に基づいて高句麗語が古代朝鮮語の一種であるとしている。
こうした系統論とは別に、韓国と西洋の学者の多くは古くから高句麗語を始めとした「扶余系」の言語を古代朝鮮語の方言として扱っている。
また、高句麗地名から復元可能な語彙の中に日本語と類似したものが多数みられることから、高句麗語は日本語の系統論においても古くから注目されている。日本語との比較においては数詞である*mil（三）、*ütu（五）、*nanən（七）、*tək（十）や、動物名である*usaxam（ウサギ）、地形を表す*tan（谷）など基本的な語彙に類似した語形のものが数多く見出されている。クリストファー・ベックウィズは高句麗語を日本語の姉妹語と仮定し、両者の共通祖語としてCommon Japanese-Koguryoicを想定した（大陸倭語参照）。
李基文はあるいは高句麗語は日本語と朝鮮語の中間的な言語であったと想定できるかもしれないとも述べている。
南豊鉉やアレキサンダー・ボビンは、三国の言語を古代朝鮮語の地域方言として分類している。